# Alfred Jermaniš
Alfred Jermaniš, slovenski nogometaš, * 21. januar 1967.
Jermaniš je večji del kariere igral v slovenski ligi za klube NK Koper, Olimpija, NK Mura, ND Gorica, NK Primorje, Korotan Prevalje in Rudar Velenje. Skupno je v prvi slovenski ligi odigral 233 prvenstvenih tekem in dosegel 37 golov. Ob tem je krajši čas igral tudi v japonski, ciprski in avstrijski ligi.
Za slovensko reprezentanco je med letoma 1992 in 1998 odigral 29 uradnih tekem in dosegel en gol. Edini gol je dosegel leta 1994 na prijateljski tekmi proti tunizijski reprezentanci.